# Semiothisa gnophosata
Semiothisa gnophosata là một loài bướm đêm trong họ Geometridae.